# Z.P.G.
Z.P.G. este un film științifico-fantastic regizat de Michael Campus[*] după un scenariu de Frank De Felitta[*]. A fost produs în Statele Unite ale Americii de studiourile  și a avut premiera la 1972, fiind distribuit de Paramount Pictures. Coloana sonoră este compusă de Jonathan Hodge[*]. Cheltuielile de producție s-au ridicat la . Filmul a avut încasări de .

## Distribuție
Rolurile principale au fost interpretate de actorii:

Oliver Reed
Geraldine Chaplin
Don Gordon[*]
Diane Cilento
Birgitte Federspiel[*]
Bent Christensen[*]
Birte Tove[*]
Claus Nissen[*]
Bill Nagy[*]
Aubrey Woods[*]
David Markham[*]
Lone Lindorff[*]  .

## Vezi și
- Festivalul de Film de la Sitges